# Păltinișu (okręg Jałomica)
Păltinișu – wieś w Rumunii, w okręgu Jałomica, w gminie Perieți. W 2011 roku liczyła 655 mieszkańców.